# Камено-Поле
Камено-Поле (болг. Камено поле) — село в Болгарии. Находится в Врачанской области, входит в общину Роман. Население составляет 766 человек.

## Политическая ситуация
В местном кметстве Камено-Поле, в состав которого входит Камено-Поле, должность кмета (старосты) исполняет Цветелина Иванова Ботева (коалиция в составе 2 партий: Демократы за сильную Болгарию (ДСБ), ЗА РОМАН, СЪЮЗ НА ДЕМОКРАТИЧНИТЕ СИЛИ) по результатам выборов правления кметства.
Кмет (мэр) общины Роман — Красимир Петков Петков (независимый) по результатам выборов в правление общины.